# Tipula (Eumicrotipula) austroandina
Tipula (Eumicrotipula) austroandina is een tweevleugelige uit de familie langpootmuggen (Tipulidae). De soort komt voor in het Neotropisch gebied.